# بخش کلمبیا، شهرستان پولک، مینه سوتا
بخش کلمبیا (به انگلیسی: Columbia Township) یک منطقهٔ مسکونی در ایالات متحده آمریکا است که در شهرستان پولک، مینه‌سوتا واقع شده‌است.
 بخش کلمبیا ۹۲٫۶ کیلومتر مربع مساحت و ۴۲۹ نفر جمعیت دارد و ۴۳۸ متر بالاتر از سطح دریا واقع شده‌است.